# Free Jazz (álbum)
Free Jazz: A Collective Improvisation es el sexto álbum musical de Ornette Coleman, grabado en 1960 y lanzado originalmente en 1961 por el saxofonista estadounidense. Es un disco especialmente notable por considerarse unánimemente por la crítica como el disco fundacional del free jazz como estilo consolidado. El álbum se grabó con un doble cuarteto, sonando cada uno de ellos en uno de los canales de estéreo del equipo reproductor, con ambas secciones rítmicas tocando simultáneamente y con un improvisación colectiva que abarca la totalidad de la grabación, aunque existen pequeños temas compuestos previamente, que se grabaron como fanfarrias disonantes, por los metales.
Chris Kelsey, en su ensayo "Free Jazz: A Subjective History" lo incluyó entre los 20 álbumes más importantes de la historia del Jazz. Este disco sirvió de inspiración a otras grabaciones históricas, como Ascension, de John Coltrane, o  Machine Gun, Peter Brötzmann.

## Lista de canciones
1. "Free Jazz" (Coleman)  – 37:10

En el álbum de 1971, Twins, un recopilatorio de descartes registrados entre 1969 y 1961, se publicó "First Take" (17:00), la primera toma de "Free Jazz". Esta pista se añadiría más adelante a la reedición de Free Jazz publicada por Rhino en 1998.

## Personal

### Canal izquierdo
- Ornette Coleman – saxo alto
- Don Cherry – trompeta de bolsillo
- Scott LaFaro – Contrabajo
- Billy Higgins – Batería

### Canal derecho
- Eric Dolphy – Clarinete bajo
- Freddie Hubbard – Trompeta
- Charlie Haden – Contrabajo
- Ed Blackwell – Batería